# Коарнеле-Капрей (комуна)
Коарнеле-Капрей (рум. Coarnele Caprei) — комуна у повіті Ясси в Румунії. До складу комуни входять такі села (дані про населення за 2002 рік):
- Арама (714 осіб)
- Коарнеле-Капрей (2264 особи)
- Петрошика (134 особи)

Комуна розташована на відстані 337 км на північ від Бухареста, 44 км на північний захід від Ясс.

## Населення
За даними перепису населення 2002 року у комуні проживали 3112 осіб, усі — румуни.
Рідною мовою назвали:
| Мова      | Кількість осіб | Відсоток |
| --------- | -------------- | -------- |
| румунська | 3111           | > 99,9%  |
| угорська  | 1              | < 0,1%   |

Склад населення комуни за віросповіданням:
| Релігія     | Кількість осіб | Відсоток |
| ----------- | -------------- | -------- |
| православні | 3107           | 99,8%    |
| адвентисти  | 1              | < 0,1%   |